# Ruben Bemelmans
Ruben Bemelmans (Genk, 14 de janeiro de 1988) é um tenista profissional belga, tem como melhor posição na ATP de 102° em simples.

## Conquistas

### Duplas: 1 (1–0)
| Legenda                           |
| --------------------------------- |
| Grand Slam (0–0)                  |
| ATP World Tour (0–0)              |
| ATP World Tour Masters 1000 (0–0) |
| ATP World Tour 500 Series (0–0)   |
| ATP World Tour 250 Series (1–0)   |

| Finais por Piso |
| --------------- |
| Duro (1–0)      |
| Saibro (0–0)    |
| Grama (0–0)     |
| Carpete (0–0)   |

| Posição | N. | Data          | Torneio                           | Piso | Parceiro       | Oponentes                 | Placar                |
| ------- | -- | ------------- | --------------------------------- | ---- | -------------- | ------------------------- | --------------------- |
| Campeão | 1. | 30 Julho 2012 | Farmers Classic, Los Angeles, EUA | Duro | Xavier Malisse | Jamie Delgado Ken Skupski | 7–6(7–5), 4–6, [10–7] |

### Simples
| Legenda (Simples)               |
| Grand Slam (0)                  |
| ATP World Tour Masters 1000 (0) |
| ATP World Tour 500 (0)          |
| ATP World Tour 250 (0)          |
| ATP Challenger Tour (1)         |
| ITF Futures (6)                 |

| N.  | Data              | Torneio                | Piso    | Oponente na final      | Placar              |
| 1.  | 15 Julho 2007     | Espelkamp, Alemanha    | Saibro  | Franz Stauder          | 6–2, 7-5            |
| 2.  | 24 Novembro 2007  | Ramat Hasharon, Israel | Duro    | Neils Desein           | 6–3, 6–3            |
| 3.  | 9 Março 2008      | Bassersdorf, Suíça     | Carpete | Ladislav Chramosta     | 3-6, 6-3, 6-2       |
| 4.  | 31 Maio 2008      | Cesena, Itália         | Saibro  | Carlos Avellán         | 6-4, 3-6, 6-0       |
| 5.  | 15 Fevereiro 2009 | Bressuire, França      | Duro    | Vincent Millot         | 6-4, 6-3            |
| 6.  | 1 Março 2009      | Wolfsburg, Alemanha    | Carpete | Stefano Galvani        | 7-5(5), 3-6, 6-3    |
| 7.  | 27 Setembro 2009  | Plaisir, França        | Duro    | Pierrick Ysern         | 6-7(5), 6-1, 7-5    |
| 8.  | 8 Março 2010      | Lille, França          | Duro    | Niels Desein           | 6–4, 6–2            |
| 9.  | 15 Março 2010     | Poitiers, França       | Duro    | Charles-Antoine Brezac | 6–4, 4–6, 6–4       |
| 10. | 28 Junho 2010     | Palma del Rio, Espanha | Duro    | Niels Desein           | 4–6, 6–4, 7–6(7–1)  |
| 11. | 27 Fevereiro 2011 | Wolfsburg, Alemanha    | Carpete | Dominik Meffert        | 6–7(7–10), 6–4, 6–4 |
| 12. | 27 Outubro 2014   | Eckental, Alemanha     | Carpete | Tim Pütz               | 7–6(7–3), 6–3       |
| 13. | 5 Abril 2015      | Le Gosier, Guadalupe   | Duro    | Édouard Roger-Vasselin | 7–6(8–6), 6–3       |